# کنگره بین‌المللی سلمان فارسی
کنگره بین‌المللی سلمان فارسی، نام کنگره‌ای بین‌المللی است که هر ساله به منظور بزرگداشت سلمان فارسی در شهر کازرون برگزار می‌شود.